# Bonifatius Sauer
Bonifatius (Josef) Sauer (Eiterfeld, 10 gennaio 1877 – Pyongyang, 7 febbraio 1950) è stato un vescovo cattolico, abate e missionario tedesco.

## Biografia
Bonifatius Sauer nacque a Eiterfeld il 10 gennaio 1877 da Johann Nikolaus Sauer e da sua moglie Franziska. Al battesimo ricevette il nome Josef.

### Formazione e ministero sacerdotale
Nonostante il grande talento per lo studio, fu costretto a interrompere la carriera scolastica al prestigioso Domgymnasium di Fulda dopo la licenza media a causa di una grave malattia che colpì il padre. Avrebbe poi superato l'esame finale solo nell'autunno del 1900, quando era già in convento. Nel 1899 entrò come novizio nella Congregazione di Sant'Ottilia. Prese i voti nel monastero bavarese di Sant'Ottila il 4 febbraio del 1900, acquisendo il nome monastico di Bonifatius. Alcuni atti dello stesso anno lo segnalano come studente di teologia presso il Liceo reale bavarese di Dillingen an der Donau. Dopo l'anno 1900, non appare più nella relazione annuale. Il 26 luglio 1903 venne ordinato sacerdote a Dillingen. In seguito, divenne direttore della casa di studio locale dei benedettini. Nel 1906, fu eletto priore della neonata missione benedettina a Dillingen.
La peculiarità del suo istituto religioso, la Congregazione di Sant'Ottilia, consiste nell'unire la vita monastica benedettina con l'attività missionaria. L'11 gennaio 1909 Bonifatius Sauer e Dominik Enskhoff furono inviati a Seul con il compito di istituire un monastero missionario. Con l'arrivo di altri due sacerdoti e quattro fratelli, il monastero fu aperto il 6 dicembre 1909; una settimana dopo, il 13 dicembre, ricevette dalla Santa Sede lo status di priorato conventuale. Sauer, divenne il primo priore della comunità. Nel monastero c'erano diversi laboratori e una scuola per la formazione degli insegnanti. Il 13 maggio 1913 il priorato fu elevato al rango di abbazia con a capo sempre padre Sauer. Egli in quel periodo era in Germania per il capitolo generale e il successivo 8 luglio ricevette la benedizione abbaziale dal vescovo di Augusta Maximilian von Ling. Poi tornò in Corea.
Durante la prima guerra mondiale, le relazioni tra i benedettini tedeschi e francesi, parte significativa del clero cattolico di Seul, divennero tese, anche se ciò non influenzò l'amicizia personale tra l'abate e il vescovo Gustave Mutel, che guidava il vicariato apostolico di Seul.

### Ministero episcopale
Il 25 agosto 1920 la Congregazione de Propaganda Fide assegnò ai benedettini l'appena creato vicariato apostolico di Wonsan, nella parte settentrionale della penisola coreana, allora comprendente anche la parte sud-est della Manciuria. Lo stesso giorno papa Benedetto XV lo nominò vicario apostolico di Wonsan e vescovo titolare di Appiaria. Ricevette l'ordinazione episcopale il 1º maggio 1921 nella cattedrale di Myeong-dong a Seul dal vicario apostolico di Seul Gustave Mutel, coconsacranti il vicario apostolico di Taiku Florian Demange e il vescovo di Osaka Jean-Baptiste Castanier. Nel 1927, il monastero originario di Seul fu chiuso e la comunità di circa quaranta monaci si trasferì a Tokwon, vicino alla città portuale di Wŏnsan. Nel monastero fu costruita una grande chiesa in stile neoromanico e un seminario. In circa vent'anni, l'abate-vescovo Sauer fondò più di due dozzine di parrocchie, la quasi totalità delle quali era dotata di una scuola riconosciuta dal governo. Il 12 gennaio 1940, il vicariato apostolico di Wonsan è stato rinominato in vicariato apostolico di Kanko mentre l'abbazia di San Benedetto a Tokwon ricevette lo status di abbazia territoriale. Sauer divenne l'ordinario dell'abbazia territoriale e amministratore apostolico del vicariato.
Dal suo arrivo in Corea, Sauer manteneva buoni rapporti con le autorità di occupazione giapponesi (dal 1905 la Corea era un protettorato del Giappone e nel 1910 fu annessa all'Impero). Egli imparò rapidamente la lingua giapponese, mentre quella coreana rimase per lui sempre difficile.
Con la sconfitta del Giappone nella seconda guerra mondiale e l'occupazione della Corea del Nord da parte delle truppe sovietiche, i coreani comunisti guidati da Kim Il-sung, decisero di porre fine allo sviluppo dell'apostolato cattolico in questa terra. Nella notte tra il 9 e il 10 maggio 1949 la polizia segreta comunista circondò l'abbazia e arrestò le guide della comunità. In seguito vennero catturati tutti i sacerdoti europei e coreani. I prigionieri furono portati a Pyongyang, dove nell'ottobre successivo venne celebrato un "processo" contro otto sacerdoti e tre fratelli. Tra il 1949 e il 1952, quattordici monaci e due suore furono giustiziati dopo una dura prigionia e torture. Nello stesso periodo, altri diciassette monaci e due suore morirono di fame, malattia, per il duro lavoro fisico e per le pessime condizioni di vita nel campi.
L'abate-vescovo Bonifatius Sauer, che soffriva di asma, dopo sei mesi di isolamento, venne incarcerato con fratel Gregor Gigerihom, che assistette alla sua morte avvenuta alle 6 del mattino del 7 febbraio 1950, tre giorni dopo il 50º anniversario di professione religiosa, per malattia e malnutrizione. Poco prima della morte, era emaciato e non riusciva a dormire per il dolore. Due giorni prima del decesso cadde in un coma metabolico da cui non si svegliò. Il suo luogo di sepoltura non è noto.
L'abbazia territoriale di Tokwon continua ufficialmente ad esistere anche se è amministrata dall'abate di Waegwan (in Corea del Sud), a cui però non è concesso di recarsi nel paese.

## Processo di beatificazione
Il 10 maggio 2007, nel 58º anniversario dell'occupazione del monastero di Tokwon dalle truppe nordcoreane, l'abate di Waegwan Simon Peter Ri Hyong-u ha firmato il decreto per l'inizio del processo di beatificazione di Bonifatius Sauer, padre Benedetto Kim e compagni. Il postulatore è padre Eduardo Lopez-Tello García O.S.B., docente presso il Pontificio Ateneo Sant'Anselmo a Roma e membro della Congregazione di Sant'Ottilia.

## Genealogia episcopale e successione apostolica
La genealogia episcopale è:
- Cardinale Scipione Rebiba
- Cardinale Giulio Antonio Santori
- Cardinale Girolamo Bernerio, O.P.
- Arcivescovo Galeazzo Sanvitale
- Cardinale Ludovico Ludovisi
- Cardinale Luigi Caetani
- Cardinale Ulderico Carpegna
- Cardinale Paluzzo Paluzzi Altieri degli Albertoni
- Papa Benedetto XIII
- Papa Benedetto XIV
- Papa Clemente XIII
- Cardinale Marcantonio Colonna
- Cardinale Giacinto Sigismondo Gerdil, B.
- Cardinale Giulio Maria della Somaglia
- Cardinale Carlo Odescalchi, S.I.
- Vescovo Eugène de Mazenod, O.M.I.
- Cardinale Joseph Hippolyte Guibert, O.M.I.
- Cardinale François-Marie-Benjamin Richard de la Vergne
- Arcivescovo Gustave Mutel, M.E.P.
- Vescovo Bonifatius Sauer, O.S.B.

La successione apostolica è:
- Vescovo Francis Hong Yong-ho (1944)